# Colorful Daegu Pre-Championships Meeting 2011
Colorful Daegu Pre-Championships Meeting 2011 – mityng lekkoatletyczny, który odbył się 12 maja na Daegu Stadium w koreańskim Daegu. Zawody były kolejną odsłoną cyklu World Challenge Meetings rozgrywanego pod egidą IAAF. Mityng był próbą generalną przed mistrzostwami świata, które na przełomie sierpnia i września zostaną rozegrane na tym samym obiekcie.

## Rezultaty

### Mężczyźni
| Konkurencja:                  | 1. miejsce           | Rezultat   | 2. miejsce        | Rezultat | 3. miejsce          | Rezultat |
| Bieg na 100 m                 | Walter Dix           | 10,00      | Michael Rodgers   | 10,03    | Jaysuma Saidy Ndure | 10,09    |
| Bieg na 400 m                 | Yūzō Kanemaru        | 45,23      | David Neville     | 45,24    | Calvin Smith        | 45,36    |
| Bieg na 800 m                 | Boaz Kiplagat Lalang | 1:45,90    | Duane Solomon     | 1:46,16  | Ismael Kombich      | 1:46,41  |
| Bieg na 3000 m z przeszkodami | Hillary Kipsang Yego | 8:12,08 WL | Richard Mateelong | 8:12,15  | Silas Kosgei Kitum  | 8:12,17  |
| Bieg na 110 m przez płotki    | David Oliver         | 13,14 WL   | Aries Merritt     | 13,30    | Dwight Thomas       | 13,40    |
| Bieg na 400 m przez płotki    | Johnny Dutch         | 49,03      | Bershawn Jackson  | 49,14    | Angelo Taylor       | 49,67    |
| Trójskok                      | Kim Deok-Hyeon       | 16,99      | Leevan Sands      | 16,97    | Alexis Copello      | 16,97    |
| Rzut oszczepem                | Igor Janik           | 82,18      | Mark Frank        | 80,45    | Stuart Farquhar     | 79,09    |

### Kobiety
| Konkurencja:               | 1. miejsce        | Rezultat | 2. miejsce       | Rezultat | 3. miejsce           | Rezultat |
| Bieg na 100 m              | Carmelita Jeter   | 11,09    | LaShauntea Moore | 11,27    | Paulette Zang-Milama | 11,35    |
| Bieg na 200 m              | Allyson Felix     | 22,38 WL | Consuella Moore  | 23,16    | Aleksandra Fiedoriwa | 23,17    |
| Bieg na 1500 m             | Anna Miszczenko   | 4:03,52  | Meskerem Assefa  | 4:03,63  | Irene Jelagat        | 4:04,32  |
| Bieg na 100 m przez płotki | Dawn Harper       | 12,73    | Kellie Wells     | 12,81    | LoLo Jones           | 12,95    |
| Skok wzwyż                 | Zheng Xingjuan    | 1,94 WL  | Marina Aitowa    | 1,94     | Nadiya Dusanova      | 1,88     |
| Skok o tyczce              | Silke Spiegelburg | 4,50     | Mary Saxer       | 4,40     | Jillian Schwartz     | 4,40     |
| Skok w dal                 | Funmi Jimoh       | 6,52     | Anna Nazarowa    | 6,52     | Shara Proctor        | 6,47     |
| Rzut młotem                | Zhang Wenxiu      | 73,49    | Zalina Marghieva | 71,14    | Tatiana Łysenko      | 70,40    |